# Alfredo Boni
Alfredo Boni (Sorengo, 1º settembre 1909 – Pavia, 6 marzo 1987) è stato un geologo e paleontologo italiano.

## Biografia
Ha svolto la sua carriera all'Università degli Studi di Pavia, dove dal 1932 è stato assistente, poi dal 1936 incaricato progressivamente degli insegnamenti di Paleontologia, di Geografia e, infine, di Geologia. È stato nominato professore ordinario nel 1952.
I suoi primi studi, tra anni trenta e quaranta, hanno riguardato soprattutto la paleontologia, con particolare riferimento ai vertebrati del periodo retico e in generale alla fauna del triassico. Nel campo squisitamente geologico si è interessato, in prevalenza, di stratigrafia e tettonica delle Alpi meridionali e dell'Appennino settentrionale, ma ha studiato anche i flysch della Liguria (1960).
Tra fine anni sessanta e inizio anni settanta ha rilevato i fogli di Pavia, Rapallo, Chiavari, Asti, Alessandria, Brescia, Albenga, Savona e Fiorenzuola d'Arda, e ha delineato, con Giuseppe Cassinis, la Carta geologica delle Prealpi bresciane a sud dell'Adamello (1973).
Socio dell'Accademia dei Lincei, Boni è stato presidente della Società Geologica Italiana nel biennio 1960-'61.